# Omia cyclopea
Omia cyclopea là một loài bướm đêm trong họ Noctuidae.